# 保羅·克列布尼科夫
保羅·克列布尼科夫（英文：Paul Klebnikov，1963年6月3日—2004年7月9日）是一名美籍俄裔的記者和歷史學家。他曾在《福布斯》雜誌工作超過10年，去世時職位是俄文版主編。他2004年在莫斯科遇害，此事件被視為俄羅斯打擊新聞調查的一項動作。雖然嫌犯指向3名車臣人，但最後遭無罪釋放，他們似乎是被僱用的殺手，直至2009年，謀殺案的組織者仍未確定。

## 早期生活
保羅·克列布尼科夫出生於美國紐約一個俄羅斯流亡者的家庭，其家族擁有悠久的軍事與政治傳統，他的曾曾曾祖父Ivan Pouschine在1825年參與了俄羅斯著名的十二月黨人起義，因而被流放到西伯利亞；他的曾祖父是白俄羅斯的海軍上將，後遭布尔什维克暗殺而亡。
年幼時期的他被稱為冒失鬼，常做出一些危險的舉動，包括在颶風來襲時去海邊游泳，後來進入聖伯納學院和菲利普斯埃克塞特學院就讀，並於1984年畢業於柏克萊加州大學，並取得政治學學士學位。隨後為了鍛鍊自己，他進入美國海軍陸戰隊的候補軍官學校就讀，但完成學業後，他拒絕了學校所提供的獎學金。
相反地，他前往倫敦政治經濟學院攻讀博士學位，並因為傑出的俄羅斯研究，在此贏得Leonard Schapiro Prize；他的博士論文題目與彼得·阿尔卡季耶维奇·斯托雷平這位俄羅斯帝國內政大臣有關；1987-1988年間，他曾在倫敦的歐洲研究學會演講。
1991年9月22日，他娶了Helen "Musa" Train為妻，其為華爾街銀行家John Train的女兒，婚後育有3名子女。

## 在俄羅斯的報導
克列布尼科夫1989年加入美國雜誌《福布斯》旗下，後因揭露前蘇聯貪腐黑幕而聲名鵲起；1996年，據傳他為《福布斯》撰寫了封面故事，標題為「克林姆宮的教父？（Godfather of the Kremlin?）」，以義大利黑手黨暗喻俄國大亨鲍里斯·阿布拉莫维奇·别列佐夫斯基。該篇文章雖然未署名，不過外界普遍認為作者即是克列布尼科夫，他也收到了死亡威脅，於是他暫停報導工作，回到法國巴黎與妻兒團聚 。
鲍里斯·阿布拉莫维奇·别列佐夫斯基隨後在英國法院控告《福布斯》誹謗，相關當局在該事件的管轄權上幾番轉折後；2003年，鲍里斯·阿布拉莫维奇·别列佐夫斯基勝訴，該文章部分內容被限縮。
同時，克列布尼科夫將他2000年出版的著作《克林姆宮教父—鲍里斯·別列佐夫斯基在俄國的掠奪》加以擴編，增加了採訪前俄國總統葉爾欽保鑣頭子亞歷山大·柯爾札可夫（Aleksandr Korzhakov）的內容，主要描述葉爾欽所進行的「私有化」過程其實是葉爾欽的「掠奪本紀」，並詳盡介紹俄國商人各種貪汙行為，許多內容特別針對鲍里斯·阿布拉莫维奇·别列佐夫斯基。
這本書在新聞界的褒貶不一，一位《紐約時報》專欄作家稱讚此書「豐富詳盡」且「情感強烈」；許多俄國記者則認為此書太過依賴前克格勃官員的證詞，只具參考作用；還有一位俄國評論家形容它為「八卦的集合」。
克列布尼科夫2003年公布第二本著作《與野蠻人的對話：盜匪、伊斯蘭教和車臣指揮官》，這本書紀錄了一場漫長的訪談，受訪者是車臣反政府武裝領導人艾哈邁德（Khozh Noukhayev），受訪過程中，伊斯蘭和車臣社會皆表達了各自的看法。
同年，克列布尼科夫成為俄文版《福布斯》的首位主編，由於他的妻兒並沒有前往俄羅斯居住的意願，因此他答應只擔任該職位1年。該雜誌在他死前只討論了4個議題，其中一篇文章主題與俄國100名富豪有關，一些評論家推測這可能是他遇害的原因。

## 謀殺
2004年7月9日深夜，克列布尼科夫從《福布斯》辦公室離開後，在莫斯科街頭遭人開槍射擊；遭槍擊後仍有意識，但由於將他送往急救的救護車上未攜帶氧氣瓶，最後在醫院通往手術房的電梯裡過世。
當局指此事件為買兇殺人；俄文版《福布斯》的出版商則指此事件與克列布尼科夫的報導「絕對有關」；各家評論則指克列布尼科夫之前撰寫的俄國百名富豪相關文章，恐怕就是引來殺機的原因，有人甚至懷疑背後主使者就是鲍里斯·阿布拉莫维奇·别列佐夫斯基。

## 俄方的調查
2006年，俄國檢方指控車臣反政府武裝領導人艾哈邁德為幕後策劃者，3名車臣人被逮捕，分別是杜庫佐夫（Kazbek Dukuzov）、烏克耶夫（Musa Vakhayev）和桑德烈紀諾夫（Fail Sadretdinov），他們被以謀殺罪名起訴，但被判無罪。後來桑德烈紀諾夫因犯下其他罪行而被判9年監禁；杜庫佐夫、烏克耶夫2人的無罪判決則被俄國最高法院駁回，但兩人仍可上訴。
2007年7月，此事件3週年時，美國國務院公開抗議俄國政府未能將犯人逮捕歸案，要求進一步調查，當時的美國總統乔治·沃克·布什也直接向俄國總理普京提出要求。
該案於2007年重啟調查，但仍未能確認嫌犯之犯行；12月17日，因為杜庫佐夫未能配合調查，該案再遭推遲，整起案件進入停滯期。
2009年7月，俄方再度啟動調查，並宣稱不再認定車臣反政府武裝領導人艾哈邁德為幕後策劃者，但仍認為他有參與該槍擊事件。

## 榮譽
2004年，國際組織保護記者協會（Committee to Protect Journalists）追授保羅·克列布尼科夫為國際新聞自由獎的4位得主之一。
以克列布尼科夫命名的「保羅·克列布尼科夫」基金會成立，該基金會每年頒發勇氣獎給優秀記者，並提供機會給俄裔年輕記者到西方媒體企業實習。
他在菲利普斯埃克塞特學院時期的同學們創立了克列布尼科夫講座來緬懷他，第一屆講座在2006年5月12日舉行，這天同時也是他們的25年同學會，當天由《華爾街日報》記者、同時也是埃克塞特校友Jon Karp發表演說。

### 克列布尼科夫計畫
克列布尼科夫計畫是一個全球性的聯盟，專門針對克列布尼科夫謀殺案發布新訊息或推動調查工作，此計畫成立於2005年7月，成員包括20名以上的記者和合作的媒體公司，這些記者分別來自國際上知名媒體或新聞相關機構，包括《浮華世界》、CBS的著名節目「60分鐘」、紐約大學新聞系、《經濟學人》、彭博社和《福布斯》等等。發起人為8位分別來自彭博社、《浮華世界》和《福布斯》的記者，在2005年7月9日、也就是克列布尼科夫遇害一年後啟動了此計畫。記者理查·貝哈（Richard Behar）為該組織的董事。

## 外部連結
- 保羅·克列布尼科夫提到俄國與美國的富豪 （页面存档备份，存于） Video from YouTube
- 保羅·克列布尼科夫基金會
- 克列布尼科夫計畫 （页面存档备份，存于）
- 《克林姆宮的教父？》--保羅·克列布尼科夫（页面存档备份，存于）